# 真宁公主
真宁公主（?—?），唐朝公主，是中国唐朝第十一代皇帝唐宪宗李纯次女。

## 生平
元和元年（806年）八月初五日，封真宁公主，嫁给了薛翃。唐武宗会昌三年（843年）二月廿七日，因和亲回纥的太和公主回国，她没有迎接，被唐武宗罚绢一百匹。

## 夫
薛翃，家族世系不详，《新唐书·宰相世系表》没有记载薛翃，但记载了光祿卿、駙馬都尉薛蒼，薛蒼出自河东薛氏西祖房，是隋朝禮部侍郎、臨汾公薛道实的七世孙，今山西有薛道实墓。